# Nematabramis everetti
Nematabramis everetti är en fiskart som beskrevs av Boulenger, 1894. Nematabramis everetti ingår i släktet Nematabramis och familjen karpfiskar. Inga underarter finns listade i Catalogue of Life.